# Diopeithes cyamina
Diopeithes cyamina är en fjärilsart som beskrevs av Sergius G. Kiriakoff 1958. Diopeithes cyamina ingår i släktet Diopeithes och familjen tandspinnare. Inga underarter finns listade i Catalogue of Life.